# Захаров, Юрий Владимирович
Ю́рий Влади́мирович Заха́ров (укр. Юрій Володимирович Захаров; 24 марта 1937, Ростов-на-Дону, СССР) —
советский футболист и тренер, двукратный обладатель Кубка СССР (1961,1962), мастер спорта СССР (1961), Заслуженный тренер УССР (1978).

## Биография

### Карьера игрока
Родился в городе Ростове-на-Дону, в многодетной семье, где был младшим, шестым ребёнком. Учился в 37 школе, в одном классе с Виктором Понедельником, так же ставшим известным футболистом. Футболом начал заниматься с семи лет, у тренера Ивана Ефимовича Гребенюка. Занимался и другими видами спорта — волейболом, баскетболом, с десятого класса играл центральным нападающим в сборной города по хоккею. Отдал предпочтение футболу, играл за юношескую команду «Буревестник», а после окончания школы стал выступать за местную команду «Торпедо», игравшую в классе «Б» и провёл здесь четыре сезона.
В 1958 году тренировавший «Шахтёр» Сталино Абрам Дангулов пригласил Захарова в свою команду. Дебютировал 26 апреля в матче «Шахтёр» — «Динамо» (Тбилиси). В первом сезоне чаще выходил на замену, но уже со следующего был полноценным игроком основы, по итогам чемпионата забив шесть мячей и вместе с Иваном Федосеевым стал лучшим бомбардиром своей команды.
В 1960 году был призван в армию и направлен в ростовский СКА. Но из-за рецидива старой травмы практически не играл, по окончании сезона был демобилизован и возвратился в Донецк. Последующие два сезона стали самыми успешными в карьере Захарова. Вместе с командой дважды, в 1961 и 1962 годах побеждал в розыгрыше Кубка СССР, сыграв в двух победных турнирах 10 матчей и забив 9 голов.
В сезоне 1963 года из-за обострившейся травмы мениска практически не играл, вследствие чего, со следующего сезона, по рекомендации старшего тренера Олега Ошенкова, перешёл в донецкий «Локомотив», а позже играл в сумском «Спартаке». Но травма так и не позволила играть в полную силу, и в 28 летнем возрасте Захаров вынужден был завершить игровую карьеру.

### Карьера тренера
Тренерскую карьеру начинал на должности помощника старшего тренера в краматорском «Авангарде». Оттуда перешёл на работу в группу подготовки при донецком «Шахтёре», после чего Олег Ошенков пригласил его в тренерский штаб донецкой команды, где тот отвечал за подготовку дублирующего состава. С молодёжной командой в 1967 и 1969 годах Захаров побеждал в первенствах страны среди дублёров, а в 1968 году стал серебряным призёром.
Летом 1970 года в Югославии состоялся чемпионат Европы среди студентов, где впервые принимала участие и советская сборная. Право представлять страну в этом турнире было предоставлено молодым футболистам из Донецкой области, а возглавил коллектив Юрий Захаров. Команда победила в финале со счётом 2:1 сборную Испании.
Сезон 1971 года для «Шахтёра» складывался крайне неудачно, команда теряла важные очки и всё ниже опускалась в турнирной таблице. В начале июня возглавлявший горняков Артём Фальян подал в отставку. В следующих двух матчах, выигранных донецкой командой у «Кайрата» 2:1 и «Зенита» 4:1, обязанности старшего тренера исполнял Юрий Захаров. Но вскоре команде был представлен новый тренер — Николай Морозов, после чего Захаров покинул команду и уже в августе возглавил ждановский «Металлург». После первого круга сезона 1972 года команда занимала первое место среди 24 коллективов украинской зоны второй лиги и вскоре распоряжением Федерации футбола УССР Захаров был назначен старшим тренером перволигового «Металлурга» Запорожье. Сезон 1974 года Захаров начал в должности старшего тренера донецкого «Шахтёра», но ожидаемого прогресса в игре и турнирном положении команды добиться не получилось, и в августе сдал свой пост Владимиру Салькову.
В следующем сезоне Захаров возглавил ворошиловградскую «Зарю», которую вывел в финал Кубка СССР, где команда уступила ереванскому «Арарату». Но в чемпионате коллектив играл не так успешно, занимая место в середине турнирной таблицы, что дало повод руководителям области отправить тренера в отставку. Через два года Захаров снова принял ворошиловоградский клуб, переживавший к тому времени не лучшие времена. Команду покинули ведущие игроки, и тренер был вынужден вводить в состав молодых футболистов. Именно Захаров стал выпускать в основном составе 16 летнего Александра Заварова, впоследствии ставшего ведущим игроком сборной СССР. Наставник пытался найти оптимальный состав, но молодой команде не хватало опыта и времени чтобы сыграться. «Заря» показывала нестабильную игру и как результат, не смогла удержаться в высшем дивизионе.
В дальнейшем Захаров возглавлял запорожский «Металлург» и «Кремень», работал с российской командой АПК (Азов), воспитывал юных футболистов в СДЮШОР и УОР (училище олимпийского резерва) Донецка. Одиннадцать лет тренировал любительскую команду «Уголёк», представлявшую донецкую шахту «Трудовская».

## Образование
Окончил Ростовский государственный педагогический институт.

## Семья
Супруга Раиса Афанасьевна работала в молочной промышленности.

## Достижения

### Как игрока
- Обладатель Кубка СССР: (1961), (1962)

### Как тренера
- Финалист Кубка СССР: (1975)
- Чемпион Европы среди студентов: (1970)
- Победитель первенства СССР среди дублёров: (1967), (1969)

## Награды
Награждён орденом «За заслуги» III степени (1.12.2011).